# Комароловка бамбукова
Комароловка бамбукова (Ramphocaenus sticturus) — вид горобцеподібних птахів родини комароловкових (Polioptilidae). Виокремлений у 2018 році з виду комароловка довгодзьоба (Ramphocaenus melanurus).

## Поширення
Вид поширений в амазонському дощовому лісі на південному заході Бразилії, сході Перу та півночі Болівії.

## Опис
Дрібні птахи, завдовжки 12–13 см, вагою 8–11 г. Має довгий тонкий дзьоб (до 23 мм) і короткий хвіст. Верхня частина тіла сіро-коричнева. голова з боків рудувата. Горло біле, черево жовте. Хвіст чорний з білими краями.

## Спосіб життя
Птах трапляється в підліску сухого та вторинного лісу. Полює на комах та павуків. Чашоподібне гніздо будує серед гілок чагарників. У гнізді два білих яйця. Інкубація триває 17 днів. Батьки піклуються про пташенят впродовж двох тижнів після вилуплення.

## Підвиди
- R. s. sticturus Hellmayr, 1902
- R. s. obscurus Zimmer, J.T., 1931